# Anneessenswijk
De Anneessenswijk (Frans: Quartier Anneessens) is een wijk in de Belgische hoofdstad Brussel. De wijk ligt in het westen van de Vijfhoek van Brussel. Door de wijk lopen de Arteveldestraat, Zennestraat en Fabrieksstraat als enkele van de verkeersassen. Een van de grotere pleinen, ook naamgevend voor de wijk is het Anneessensplein in het oosten van de wijk.
De wijk wordt afgelijnd door de Hopstraat, Papenvest, Kogelstraat, Kartuizersstraat, Sint-Kristoffelsstraat en de Rijkeklarenstraat in het noorden, de Anspachlaan, het Fontainasplein en de Maurice Lemonnierlaan in het oosten, de Zuidlaan en de Slachthuislaan in het zuidwesten en de Ninoofsepoort en de Barthélémylaan langs het kanaal Charleroi-Brussel in het westen.